# Jakub Lorenc-Zalěski
Jakub Lorenc-Zalěski, (18. července 1874 Radwor – 18. února 1939 Berlín) byl lužickosrbský spisovatel, který psal poezii i prózu.
Studoval v Praze na Německém gymnáziu na Malé Straně, pak studoval lesnictví. Byl ubytován v Lužickém semináři, kde působil ve spolku Serbowka. V Lužici se kromě své literární tvorby i politicky angažoval.
Jeho nejznámějším dílem je Kupa zabytych (česky Ostrov zapomenutých).